# Wisłoczanka
Wisłoczanka – przystanek kolejowy w Zarzeczu, w województwie podkarpackim, w Polsce, na linii Rzeszów Główny – Jasło.

## Ruch pasażerski
| Rok  | Wymiana pasażerska na dobę |
| ---- | -------------------------- |
| 2017 | 20-49                      |
| 2022 | 50-99                      |